# Хусасеу-де-Тінка
Хусасеу-де-Тінка (рум. Husasău de Tinca) — село у повіті Біхор в Румунії. Адміністративний центр комуни Хусасеу-де-Тінка.
Село розташоване на відстані 419 км на північний захід від Бухареста, 27 км на південь від Ораді, 128 км на захід від Клуж-Напоки, 129 км на північний схід від Тімішоари.

## Населення
За даними перепису населення 2002 року у селі проживали 776 осіб.
Національний склад населення села:
| Національність | Кількість осіб | Відсоток |
| -------------- | -------------- | -------- |
| румуни         | 651            | 83,9%    |
| цигани         | 117            | 15,1%    |
| угорці         | 8              | 1,0%     |

Рідною мовою назвали:
| Мова      | Кількість осіб | Відсоток |
| --------- | -------------- | -------- |
| румунська | 745            | 96,0%    |
| циганська | 29             | 3,7%     |